# Erdenemandal, Arkhangai
Erdenemandal (tiếng Mông Cổ: Эрдэнэмандал, [ˌirtɪnˈmantəɮ]; Đá quý nổi lên) là một thị trấn nhỏ và sum nằm cách 73 dặm về phía bắc của thủ phủ tỉnh Arkhangai, Tsetserleg.
Có một bưu điện trung tâm nhỏ (có một điện thoại) và một khu chợ nhỏ. Các vật tư cơ bản có thể được mua bán tại khu chợ này. Diesel và xăng có sẵn nhưng không thường xuyên. Khu vực này có thể thiếu diesel và xăng trong nhiều ngày.
Trong mùa đông Mông Cổ khắc nghiệt, dân du mục từ nhiều dặm có thể di dời đến vùng ngoại ô của Erdenemandal, dựng lên các ger của họ (hoặc yurt) một cách để bảo vệ mình khỏi gió và tuyết.

## Khí hậu
Erdenemandal có khí hậu cận Bắc cực (Köppen Dwc) với mùa đông dài, khô và rất lạnh còn mùa hè ngắn và ấm.
| Dữ liệu khí hậu của Erdenemandal        | Dữ liệu khí hậu của Erdenemandal | Dữ liệu khí hậu của Erdenemandal | Dữ liệu khí hậu của Erdenemandal | Dữ liệu khí hậu của Erdenemandal | Dữ liệu khí hậu của Erdenemandal | Dữ liệu khí hậu của Erdenemandal | Dữ liệu khí hậu của Erdenemandal | Dữ liệu khí hậu của Erdenemandal | Dữ liệu khí hậu của Erdenemandal | Dữ liệu khí hậu của Erdenemandal | Dữ liệu khí hậu của Erdenemandal | Dữ liệu khí hậu của Erdenemandal | Dữ liệu khí hậu của Erdenemandal |
| Tháng                                   | 1                                | 2                                | 3                                | 4                                | 5                                | 6                                | 7                                | 8                                | 9                                | 10                               | 11                               | 12                               | Năm                              |
| --------------------------------------- | -------------------------------- | -------------------------------- | -------------------------------- | -------------------------------- | -------------------------------- | -------------------------------- | -------------------------------- | -------------------------------- | -------------------------------- | -------------------------------- | -------------------------------- | -------------------------------- | -------------------------------- |
| Cao kỉ lục °C (°F)                      | 3.9 (39.0)                       | 10.0 (50.0)                      | 17.4 (63.3)                      | 24.8 (76.6)                      | 30.8 (87.4)                      | 32.4 (90.3)                      | 32.1 (89.8)                      | 31.7 (89.1)                      | 28.3 (82.9)                      | 24.2 (75.6)                      | 13.2 (55.8)                      | 12.5 (54.5)                      | 32.4 (90.3)                      |
| Trung bình ngày tối đa °C (°F)          | −10.5 (13.1)                     | −8.2 (17.2)                      | −0.3 (31.5)                      | 8.5 (47.3)                       | 16.4 (61.5)                      | 20.6 (69.1)                      | 21.1 (70.0)                      | 19.6 (67.3)                      | 15.2 (59.4)                      | 7.5 (45.5)                       | −2.0 (28.4)                      | −9.6 (14.7)                      | 6.5 (43.7)                       |
| Trung bình ngày °C (°F)                 | −18.5 (−1.3)                     | −16.5 (2.3)                      | −8.3 (17.1)                      | 0.5 (32.9)                       | 8.6 (47.5)                       | 13.4 (56.1)                      | 14.6 (58.3)                      | 12.8 (55.0)                      | 7.2 (45.0)                       | −0.6 (30.9)                      | −9.6 (14.7)                      | −16.5 (2.3)                      | −1.1 (30.0)                      |
| Tối thiểu trung bình ngày °C (°F)       | −24.9 (−12.8)                    | −23.5 (−10.3)                    | −15.5 (4.1)                      | −5.8 (21.6)                      | 0.6 (33.1)                       | 5.9 (42.6)                       | 8.5 (47.3)                       | 6.8 (44.2)                       | 0.2 (32.4)                       | −7.0 (19.4)                      | −15.9 (3.4)                      | −22.6 (−8.7)                     | −7.8 (18.0)                      |
| Thấp kỉ lục °C (°F)                     | −44 (−47)                        | −41.4 (−42.5)                    | −31.3 (−24.3)                    | −24.1 (−11.4)                    | −14.6 (5.7)                      | −4.4 (24.1)                      | −0.5 (31.1)                      | −3.7 (25.3)                      | −12.1 (10.2)                     | −25.5 (−13.9)                    | −35 (−31)                        | −41.5 (−42.7)                    | −44 (−47)                        |
| Lượng Giáng thủy trung bình mm (inches) | 1.4 (0.06)                       | 1.8 (0.07)                       | 2.2 (0.09)                       | 9.4 (0.37)                       | 22.4 (0.88)                      | 61.6 (2.43)                      | 89.7 (3.53)                      | 75.2 (2.96)                      | 21.3 (0.84)                      | 7.5 (0.30)                       | 2.6 (0.10)                       | 2.0 (0.08)                       | 297.1 (11.71)                    |
| Số ngày giáng thủy trung bình           | 0.6                              | 0.6                              | 1.1                              | 2.7                              | 4.5                              | 8.2                              | 12.6                             | 10.7                             | 4.1                              | 1.6                              | 1.0                              | 0.8                              | 48.5                             |
| Nguồn: NOAA (1964-1990)                 |                                  |                                  |                                  |                                  |                                  |                                  |                                  |                                  |                                  |                                  |                                  |                                  |                                  |